# Tetevciîți, Radehiv
Tetevciîți (în ucraineană Тетевчиці) este localitatea de reședință a comunei Tetevciîți din raionul Radehiv, regiunea Liov, Ucraina.

## Demografie
Componența lingvistică a localității Tetevciîți
     Ucraineană (99,55%)
     Alte limbi (0,09%)
Conform recensământului din 2001, majoritatea populației localității Tetevciîți era vorbitoare de ucraineană (99,55%), existând în minoritate și vorbitori de alte limbi.